# نعيمة مورا
نعيمة مورا (بالإنجليزية: Naima Mora)‏ (و. 1984  م) هي عارضة أمريكية، ولدت في ديترويت.

## التعليم
تعلمت في ثانوية كاس التقنية ‏
.

## وصلات خارجية
- نعيمة مورا على موقع IMDb (الإنجليزية)
- نعيمة مورا على موقع قاعدة بيانات الفيلم (الإنجليزية)
- نعيمة مورا على موقع دليل عارضات الأزياء (الإنجليزية)

- نعيمة مورا في قاعدة بيانات الأفلام على الإنترنت